# Jack l'Éventreur (film, 1959)
Pour les articles homonymes, voir Jack l'Éventreur (homonymie).
Pour plus de détails, voir Fiche technique et Distribution.
Jack l'Éventreur (Jack the Ripper) est un film britannique de Robert S. Baker et Monty Berman, sorti en 1959.

## Synopsis
Jack l'Éventreur, tueur en série provoque de la panique dans le district londonien de Whitechapel en 1888.

## Fiche technique
- Titre original : Jack the Ripper
- Titre français : Jack l'Éventreur
- Réalisation : Robert S. Baker et Monty Berman
- Scénario : Jimmy Sangster, Peter Hammond et Colin Craig
- Photographie : Robert S. Baker et Monty Berman
- Pays d'origine : Royaume-Uni
- Format : Noir et blanc - 1,66:1 - Mono
- Genre : drame, historique
- Date de sortie : 1959
- Affiches : Constantin Belinsky, Jouineau Bourduge (France)

## Distribution
- Lee Patterson : Sam Lowry
- Eddie Byrne : Inspecteur O'Neill
- Betty McDowall : Anne Ford
- Ewen Solon : Sir David Rogers
- John Le Mesurier : Dr Tranter
- Garard Green : Dr Urquhart
- George Woodbridge : Blake